# Rabo-amarelo
Rabo-amarelo (nome científico: Thripophaga macroura) é uma espécie de ave da família dos funarídeos. É uma espécie endêmica do Brasil, encontrada nos estado de Minas Gerais, Bahia, Espírito Santo e Rio de Janeiro.